# In due si soffre meglio
In due si soffre meglio è un film del 1943 diretto da Nunzio Malasomma.

## Trama
Un cavaliere del lavoro di successo coinvolto totalmente nelle sue  imprese, Roberto Lanzi,  si imbatte per caso in una ragazza snob che riassume, fin dalla prima entrata in scena,  il carattere della viziata di buona famiglia. In un elegante hotel nasce un alterco tra i due, preso con ironia dall’uomo e con stizza dalla giovane, Giuliana Barduzzi, a proposito dell’uso del telefono, sempre occupato dal Lanzi, a causa dei suoi molteplici giri d’affari. «La gente come voi dovrebbe portare il telefono in tasca» sbotta la ragazza. «Appena sarà inventato» risponde laconicamente l’uomo che, intanto, si sta infatuando della ragazza per giungere ad innamorarsi. Il modo in cui Roberto gestisce questo innamoramento è una delle tematiche iniziali del film. Parallelamente  la trama si sposta sulla sorella di Giuliana, Lucia, carattere solare e ironico, artista nel temperamento e cantante lirica per hobby, incompresa  e osteggiata dalla madre, Giuditta, alleata di Giuliana nella vita superficiale scandita dalla ricchezza e dalla sottomissione del buon padre, Carlo, già viaggiatore di una fabbrica di cartoline illustrate. Tale ricchezza è dovuta esclusivamente alle generose elargizioni che il fratello di Carlo, Leopoldo, emigrato da molti anni in Brasile, rimette alla prediletta nipote, la stessa Lucia, sua presumibile erede. Intanto Giuliana, che ha già alternato il suo fidanzato Mario, un doppiatore professionista, con un industriale dolciario, per poi tornare da Mario,  si rivela effimera anche negli affetti. Roberto usa tutti gli strumenti in suo possesso per  individuare un’arte della conquista della ragazza e strapparla dalla sua indifferenza sentimentale. Roberto è già venuto a sapere, tramite un’agenzia investigativa, tutto sulla famiglia Barduzzi, se non che nei giornali esce la notizia clamorosa, il governo brasiliano ha disposto che tutti i beni dei cittadini italiani vengano posti sotto sequestro ragion per cui la stessa famiglia Barduzzi si viene a trovare sull’orlo del lastrico, indebitata e senza arte né parte.  A questo punto il padre riprende in mano le redini della famiglia, torna alla sua attività di commesso viaggiatore e costringe la moglie e la figlia Giuliana a  mettersi a lavorare. In quanto a Lucia lei stessa è ben felice di entrare nel mondo del doppiaggio e poi della musica lirica, che poi sono gli ambienti di Mario. Lucia è molto ironica nel far emergere l’inadeguatezza di Mario in affari di cuore, ma Lucia ama Mario e Mario, preso nel vortice dei cambiamenti, scoprirà, anche se in modo maldestro, il suo amore per Lucia. Una scena del lavoro di doppiatore di Mario dà l’occasione di assistere a un lungo spezzone del film I diavoli volanti, un omaggio quindi a Stan Laurel e Oliver Hardy. In quanto a Madama Butterfly, interpretata da colei che nel corso del film emerge come protagonista femminile, la cantante Dedi Montano, le lunghe citazioni ne fanno un omaggio a Giacomo Puccini. Intanto Roberto finge di non interessarsi più della superficiale Giuliana, che intanto è cambiata, tirando fuori la propria dignità e dedicandosi alla stenografia. Ma il finale ci lascia con l’immagine di due coppie felici: Giuliana e Roberto, Lucia e Mario.